# Carlos Yulo
Carlos Edriel Poquiz Yulo (Malate, 16 februari 2000) is een Filipijnse turner. 
Yulo won tijdens de Olympische Zomerspelen van 2024 de titel op sprong en vloer.

## Resultaten

### Olympische Zomerspelen
| Jaar | Plaats | Resultaten                            |
| ---- | ------ | ------------------------------------- |
| 2021 | Tokio  | 4e op sprong                          |
| 2024 | Parijs | op sprong op vloer 12e in de meerkamp |

### Wereldkampioenschappen turnen
| Jaar | Plaats     | Resultaten           |
| ---- | ---------- | -------------------- |
| 2018 | Doha       | op vloer             |
| 2019 | Stuttgart  | op vloer             |
| 2021 | Kitakyushu | op sprong · op brug  |
| 2022 | Liverpool  | op sprong · op vloer |

1896: Carl Schuhmann ·
1904: Anton Heida, George Eyser ·
1924: Frank Kriz ·
1928: Eugen Mack ·
1932: Savino Guglielmetti ·
1936: Alfred Schwarzmann ·
1948: Paavo Aaltonen ·
1952: Viktor Tsjoekarin ·
1956: Helmut Bantz, Valentin Moeratov ·
1960: Takashi Ono, Boris Sjachlin ·
1964: Haruhiro Yamashita ·
1968: Mikhail Voronin ·
1972: Klaus Köste ·
1976: Nikolaj Andrianov ·
1980: Nikolaj Andrianov ·
1984: Lou Yun ·
1988: Lou Yun ·
1992: Vitali Tsjerbo ·
1996: Aleksej Nemov ·
2000: Gervasio Deferr ·
2004: Gervasio Deferr ·
2008: Leszek Blanik ·
2012: Yang Hak-seon ·
2016: Ri Se-gwang ·
2020: Shin Jea-hwan ·
2024: Carlos Yulo
1932: István Pelle ·
1936: Georges Miez ·
1948: Ferenc Pataki ·
1952: William Thoresson ·
1956: Valentin Moeratov ·
1960: Nobuyuki Aihara ·
1964: Franco Menichelli ·
1968: Sawao Kato ·
1972: Nikolaj Andrianov ·
1976: Nikolaj Andrianov ·
1980: Roland Brückner ·
1984: Li Ning ·
1988: Sergei Charkow ·
1992: Li Xiaoshuang ·
1996: Ioannis Melissanidis ·
2000: Igors Vihrovs ·
2004: Kyle Shewfelt ·
2008: Zou Kai · 
2012: Zou Kai · 
2016: Max Whitlock · 
2020: Artem Dolgopyat · 
2024: Carlos Yulo